# U-124 (1940)
U-124 — немецкая подводная лодка типа IXB, времён Второй мировой войны. Выполнила 11 боевых походов. Уничтожила 46 транспортов общим водоизмещением 219 178 брт, 2 боевых корабля — 5775 тонн и повредила 4 транспорта — 30 067 брт. Вторая по количеству побед подводная лодка времен Второй мировой войны.

## Служба
10 июня вступила в строй, капитан Георг-Вильгельм Шульц (Georg-Wilhelm Schulz) в звании капитан-лейтенанта. На лодку был сформирован экипаж из подводников, служивших на «U-64». Возвращаясь в Бремен, после сдачи ходовых испытаний экипаж выбрал эмблемой своего корабля цветок эдельвейса, в знак благодарности воинам горнопехотной дивизии, спасших многих из них у Нарвика (знак также вышивался на пилотках всего экипажа).

### Первый поход
19.08.40 — 16.09.40, 29 суток

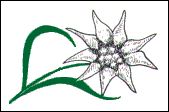
Первая эмблема U-124 «Эдельвейс»

 2 судна потоплено — 10 563 брт и 1 судно повреждено — 3 900 брт 
19 августа вышла из Киля в свой первый поход. 25 августа атаковала конвой HX-65A, в результате чего 2 судна было уничтожено (17 503 тонны), а «Стакесби» (4 000 тонн) повреждено. При уклонении от сил ПЛО погрузилась и ударилась носовой частью о подводную скалу. Результаты столкновения стали ясны, когда через 3 дня лодка пыталась атаковать одиночное судно — не открывались крышки торпедных аппаратов, кроме № 2, но торпеда, выпущенная из него, цель не поразила. Тем не менее, лодка оставалась на позиции, используемая командованием с метеорологическими целями.

### Второй поход
05.10.40 — 13.11.40, 40 суток
 5 судов потоплено — 20 061 брт 
5 октября вышла во 2-й поход, в составе отряда из «U-28», «U-48», «U-101»,
16 октября уничтожила транспорт (ТР) «Тревиза».

26 октября обнаружила конвой OB-229 и ночью атаковала его. В результате уничтожив два ТР — «Кубано» и «Сулако».

31 октября уничтожила одной торпедой одиночное грузовое судно «Батлэнд».
1 ноября — «Эмпайер бизон»,

Возвращаясь из похода, у самого входа в базу наткнулась на мину, которая не взорвалась. Для помощника капитана Рейнхарда Хардегена (Reinhard Hardegen) это был последний поход на «U-124», вскоре он получит под своё командование «U-147» («U-123»?).

### Третий поход
16.12.40 — 22.01.41, 38 суток
 1 судно потоплено — 5 965 брт
16 декабря совместно с «U-95», вышла из Лорьяна в свой 3-й боевой поход. Оперативная зона располагалась к западу от Гебридских островов в Северной Атлантике.

6 января 1941 года обнаружила и атаковала ТР «Эмпайер сандер» (6 000 тонн), в судно попала только 3-я торпеда, но оно осталась на плаву и пришлось стрелять 4-й, которая развернулась на ПЛ и стала ходить вокруг неё кругами. Только 5-й торпеды оказалось достаточной, чтобы уничтожить грузовое судно.
22 января лодка вернулась в Лорьян одновременно с «U-38» и «U-96».

### Четвертый поход
23.02.41 — 01.05.41, 68 суток 
 11 судов потоплено — 53 297 брт 

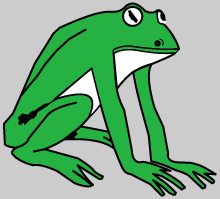
Вторая эмблема U-124 «Зелёная лягушка»

Была направлена в район Фритауна. Даже для лодок этого класса это было далековато и поэтому её ждал танкер «Корриентес» в бухте Лас-Пальмаса (Испания).

Достигла бухты 4 марта 1941 года, вошла ночью в бухту и получила бункеровку и снабжение.
Покинув бухту, через несколько дней обнаружила ночью два крупных надводных корабля и вышла на них в атаку. Только благодаря выдержке капитана удалось избежать непоправимого (капитана насторожил тот факт, что корабли шли без охранения и не выполняли противолодочный манёвр).
8 марта, вышеупомянутые корабли обнаружили сильно охраняемый конвой SL-67, и направили «U-124» и «U-105» на перехват.
10 марта ПЛ обнаружила и атаковала конвой, выпустив все 6 торпед, уничтожив при этом 5 ТР. Попытки преследовать конвой успехом не увенчались, поэтому ПЛ легла курсом к Фритауну.
18 марта, южнее Фритауна (вблизи Сент-Пол-Рокс), встретилась с «Кормораном», приняв борт торпеды, а на следующий день в точку рандеву прибыл «Адмирал Шеер», для которого ПЛ доставила кварц (для РЛС).
22 марта ГД правого борта вышел из строя (разрушение коренных подшипников коленвала).
Из-за этого встреченному лайнеру класса «Хайлэнд» удалось уйти от преследования (превосходство в скорости). А вскоре та же неисправность постигла и ГД левого борта. С трудом устранив неисправность, лодка продолжила патрулирование и 30 марта уничтожила 2 торпедами ТР «Умона», после чего общий тоннаж потопленных ей кораблей превысил 100 000 тонн. А принятая радиограмма сообщала, что капитан награждён Рыцарским крестом.
Через 4 дня вернувшись в район потопления ТР, обнаружила на плоту троих оставшихся в живых из экипажа «Умоны». Снабдив их всем необходимым, лодка продолжала патрулирование. Через несколько дней ПЛ обнаружила и после долгого преследования в течение 7 часов поразила торпедой ТР «Марлена». Так как ТР был загружен лесом, судно отказывалось тонуть. Выстрелили ещё одной торпедой, а затем обстреляли зажигательными снарядами. Но и после того как судно полностью выгорело, его остов оставался на плаву. Понадобилась 3-я торпеда, чтобы заставить судно погрузиться.
8 апреля атаковала 1 торпедой английское грузовое судно «Твид» (2 647 тонн), судно так быстро затонуло, что шлюпки спущенные с него, перевернулись. ПЛ подошла к ним и помогла экипажу судна поставить шлюпки в надлежащее положение, а также снабдила продовольствием и питьевой водой.
15 апреля, несмотря на атаки авиации, ПЛ догнала и уничтожила ТР «Корринтик» (4 823 т), после чего повернула к французским берегам.
1 мая вошла в Лорьян, вернувшись из своего самого долгого и удачливого похода (57 626 рег. т), имея поднятыми на перископе 12 маленьких флажков (по количеству побед). Как и положено, прямо на причале капитану повесили на шею Рыцарский крест. На следующий день в честь возвращения был проведён парад с награждением других членов экипажа. Старший механик Рольф Бринкер за действия по исправлению ГД и службу был награждён Золотым Крестом — это был первый человек на флоте, получивший награду столь высокого ранга. Для Вернера Хенке это был последний поход на «U-124» в качестве II помощника капитана, вскоре он получит под своё командование «U-515».

### Пятый поход
10.07.41 — 25.08.41, 47 суток
 без результатов
10 июля вышла в 5 поход.
Но из-за неисправностей в механизмах уже на следующий день вернулась обратно в Лорьян. После устранения всех поломок 15 июля снова вышла в море, и была включена в «волчью стаю», развёрнутую вблизи берегов Марокко, вместе с «U-109», «U-123», «U-93», «U-94». 10 августа эти лодки получили сообщение от «U-97», действующей у Гибралтара об обнаружении конвоя HG-69. Направившись на перехват, 11 августа «U-124» встретится с «U-331» от которой получит точную информацию об местоположении конвоя. Вскоре в преследование включатся и итальянские «Маркони» и «Финци». Хотя конвой был обнаружен ПЛ, атаковать его так и не представилось возможным (корабли ПЛО этого конвоя были оборудованы РЛС, что позволило им не подпустить ПЛ близко к охраняемым судам). Из-за неудачных действий группа ПЛ была расформирована и направлена в другие квадраты. «U-124» направилась на коммуникации в районах Азорских островов, где она совершила одну безрезультатную атаку.

### Шестой поход
16.09.41 — 01.10.41, 16 суток
 6 судов потоплено — 11 659 брт 
16 сентября вышла вместе с «U-201» в очередной поход, уже под командованием бывшего старшего помощника, а теперь капитан-лейтенанта Йохана Мора (Johann Mohr). Была направлена на перехват конвоя OG-74, который обнаружила 20 сентября. Первая попытка атаковать конвой была безрезультатной, а во время второй выяснилось, что три торпеды, выпущенные по судам противника, не попали в них из-за того, что несколькими секундами ранее цели были поражены торпедами с «U-201». Вскоре итальянская «Луджи Торелли» обнаружила конвой HG-73, и «U-124» направилась к нему. 25 сентября лодке удалось настичь конвой вблизи входа в канал Сент-Джордж. Ночью она сначала пыталась атаковать крейсер сопровождения, выпустив 2 торпеды — промах, а затем в эсминец 1 торпеду — снова промах. Но через несколько минут ей удалось двумя торпедами поразить танкер, который вскоре пошёл ко дну. В следующую ночь лодка опять обнаружила этот конвой, но теперь оказалась в его хвосте и ей едва удалось разойтись с эскортным кораблём, оставшись незамеченной. На следующий день ей удалось уничтожить 3 судна. Нагнав через несколько дней вновь этот конвой она атаковала его вновь, уже совместно с другими ПЛ, после чего капитан доложил в штаб об уничтожении 3 танкеров и 3 ТР общим водоизмещением 44 000 рег. т и возможном поражении ещё одного ТР (5 000 тонн). Лодка израсходовала все торпеды и направилась на свою базу.

### Седьмой поход
30.10.41 — 29.12.41, 61 сутки
 1 судно потоплено — 6 275 брт, потоплен английский крейсер «Дьюнедин» 
30 октября 1941 года в составе капштадтской группы подводных лодок вышла в поход в Южную Атлантику. Через 3 недели встретилась с судном снабжения «Питон» и «U-129».
24 ноября недалеко от Сент-Пол-Рокса, обнаружила и, несмотря на неисправность носовых горизонтальных рулей, атаковала из подводного положения крейсер типа «Дрэгон». Из-за неполадок с управлением (лодка постоянно подтопляла перископ) оптимальное время пуска торпед было упущено и капитан выстрелил 3-мя торпедами веером вдогонку, с дистанции около 3 000 метров. Тем не менее, через 5 минут две из них попали в цель, разломив крейсер «Дьюнедин» («Dunedin») на части. За то, что, несмотря на неисправности, стармеху Бринкеру удалось удерживать лодку на перископной глубине, он был награждён Золотым Крестом.
2 декабря в связи с гибелью «Питона» (а на его борту была спасшаяся часть экипажа «Атлантиса»), вся капштадтская группа была перенацелена на проведение спасательной операции. Следуя в район со спасательными шлюпками, 3 декабря ПЛ обнаружила ТР, который не смогла идентифицировать, так как судно не несло опознавательных знаков, а так как с наступлением ночи на нём не были включены ходовые огни, то оно было торпедировано. Им оказался американский ТР «Сагадохок» (США официально ещё не воевали). 5 декабря ПЛ встретилась со спасательной группой других ПЛ и приняв на борт 104 человека, легла курсом на Лорьян.
9 декабря проходя мимо ВМБ Великобритании Джортаун (о. Ассенсион), была обстреляна береговой артиллерией форта Торонтон.
13 декабря из-за нехватки смазочного масла лодка встретилась и бункеровалась им с итальянской «Кальви». На её борт передали 70 пассажиров.
29 декабря прибыла в Сен-Назер. Это был последний поход для Бринкера — его назначили главным механиком флотилии, а также для старшего помощника капитана Петера Чеха, он вскоре будет назначен капитаном «U-505».

### Восьмой поход
21.02.42 — 10.04.42, 49 суток
 7 судов потоплено — 42 048 брт и 3 судна повреждено — 26 167 брт 
21 февраля 1942 года вышла из Лорьяна. Только 14 марта ПЛ достигла долготы Бермудских островов, где уничтожила 3-мя торпедами танкер «Бритиш ресорс». Через несколько дней — одной торпедой ТР «Сэйба», а затем ещё, ещё и ещё….
23 марта капитан отправил рапорт об уничтожении судов общим водоизмещением 50 000 тонн, за что по возвращении будет награждён Рыцарским Крестом.

### Девятый поход
04.05.42 — 26.06.42, 54 суток
 7 судов потоплено — 32 429 брт, в том числе корвет сил Свободной Франции «Мимоза» 
4 мая очередной поход
….

### Десятый поход
25.11.42 — 13.02.43, 81 сутки
 5 судов потоплено — 28 259 брт 
Вышла в поход 25 ноября 1942 года. 

Меньше чем через неделю из штаба пришло сообщение об диверсии на топливохранилище в Лорьяне. В связи с чем предупреждали о возможных проблемах в работе ГД, и уже вскоре начали сыпаться топливные насосы высокого давления. Встретившись с «U-118» приняли на борт неиспорченное топливо и масло. Но их было мало, и используя лорьянское, довели машину до коллапса. Уже подходя к своей оперативной зоне, механикам и мотористам приходилось ремонтировать оба двигателя ежедневно. 15 декабря, в 700 милях от Тринидада, обнаружили конвой (около 6 крупнотоннажных судов и 5 эсминцев), Попытка атаковать 2 торпедами эсминец успеха не имела и лодка выпустила 4 торпеды в 2 танкера 8 000 и 6 000 тонн (хотя командир доложил об уничтожении этих судов — подтверждения этому нет). Попытка вновь атаковать после перезарядки ТА была сорвана появлением самолёта, и вскоре контакт с конвоем был потерян. Через несколько дней при попытке догнать другой конвой на несколько часов стал один из ГД (не догнали). Несмотря на продолжающиеся поломки ПЛ продолжала патрулирование. 28 декабря, в непосредственной близости от побережья Тринидада атаковала и уничтожила ТР водоизмещением 4 000 тонн. На следующий день была безрезультатная атака 4-мя торпедами 2-х танкеров (торпеды прошли мимо и врезались в берег). При попытке их преследовать, подверглась атаке «каталины». Несколько позже у берегов к северу от Британской Гвианы обнаружили конвой, но опять при попытке преследования встали оба ГД.

9 января 1943 года восточнее о. Тринидад обнаружила конвой ТВ-1 (9 ТР и 4 эсминца). Залп веером 3-мя торпедами в самое крупное судно. Одна попадёт и уничтожит танкер «Броад эрроу» (8 000 т), другая пройдет мимо, но поразит другое судно «Бирмингем сити» (6 000 т), то же произойдёт и с третьей «Минотавр» (4 500 т). Маневрируя в непосредственной близости от конвой, ПЛ перезарядит ТА и выйдет в новую атаку. Результат — «Коллингеворт» (5 100 т) погибнет и ещё одно судно будет повреждено. ДГ уже останавливались каждый день на период более 10 часов, о длительном преследовании речи быть не могло.
Лодку отозвали на базу. 

Вернулась 13 февраля 1943. 

Её старший механик Субклев будет переведён в учебную базу, а старший помощник Герлах получит под своё командование другую ПЛ.

### Одиннадцатый поход
27.03.43 — 02.04.43, 7 суток (ПОГИБЛА)
 2 судна потоплено — 9 547 брт 

### Гибель
1 апреля 1943 года штаб подводного флота получит в 18.35 первое сообщение от U-124 об обнаружении вражеского конвоя. Затем последуют ещё два уточняющих в 19.35 и 20.50 — больше на связь ПЛ никогда не выходила.
2 апреля 1943 года при попытке атаковать охраняемый конвой OS-45, была контратакована корветом «Stonecrop» и шлюпом «Блэк сван» («Black Swan»). Все 53 члена экипажа погибли вместе со своей лодкой.

## Postsriptum
Двое из спасшихся с «Умоны», через 19 дней доберутся на своём плотике до берегов Африки и после войны напишут благодарственное письмо Шульцу. Выживет и часть команды с «Твида», её 3 пкс Бейкер разыщет Шульца и пригласит погостить к себе в Англию. 

Вернер Хенке — командуя «U-515» вступит в артиллерийскую дуэль с кораблями ПЛО, а когда ПЛ погибнет будет поднят среди других членов экипажа с воды. Расстрелян в лагере военнопленных под Вашингтоном. 

Питер Чех на своей «U-505» застрелится в своей каюте во время атаки эсминцев. Лодку на базу приведёт первый помощник. Чех станет первым и последним застрелившимся капитаном кригсмарине.
В самой Америке период участия США в битве за Атлантику и оказания военной помощи Великобритании до официального вступления в войну 11 декабря 1941 года называют периодом «необъявленной войны».

## Список побед
Потопленные и поврежденные суда:
| Дата             | время CET | Название судна      | Тип                    | Тоннаж, брт | Принадлежность | Груз                                                                                             | Конвой  | Место потопления          | Судьба |
| ---------------- | --------- | ------------------- | ---------------------- | ----------- | -------------- | ------------------------------------------------------------------------------------------------ | ------- | ------------------------- | --- |
| 25 Августа 1940  | 23:50     | Stakesby            | Пароход                | 3.900       | Великобритания |                                                                                                  | HX-65A  | 58°52′ с. ш. 06°34′ з. д. | поврежден |
| 25 Августа 1940  | 23:51     | Harpalyce           | Пароход                | 5.169       | Великобритания | 8 000 тонн стали                                                                                 | HX-65A  | 58°52′ с. ш. 06°34′ з. д. | потоплен |
| 25 Августа 1940  | 23:56     | Fircrest            | Пароход                | 5.394       | Великобритания | 7 900 тонн железной руды                                                                         | HX-65A  | 58°52′ с. ш. 06°34′ з. д. | потоплен |
| 16 Октября 1940  | 3:50      | Trevisa             | Пароход                | 1.813       | Канада         | Лес                                                                                              | SC-7    | 57°28′ с. ш. 20°30′ з. д. | отстал от конвоя, потоплен                                                                                        |
| 20 Октября 1940  | 1:41      | Cubano              | Пароход                | 5.810       | Норвегия       | в балласте                                                                                       | OB-229  | 57°55′ с. ш. 24°57′ з. д. | потоплен |
| 20 Октября 1940  | 2:29      | Sulaco              | Пароход                | 5.389       | Великобритания | в балласте                                                                                       | OB-229  | 57°25′ с. ш. 25°00′ з. д. | потоплен |
| 31 Октября 1940  | 21:58     | Rutland             | Пароход                | 1.437       | Великобритания | Бананы (разные товары)                                                                           | HX-82   | 57°14′ с. ш. 16°00′ з. д. | отстал от конвоя, потоплен                                                                                        |
| 1 Ноября 1940    | 7:06      | Empire Bison        | Пароход                | 5.612       | Великобритания | 6 067 тонн стального металлолома и 94 грузовика                                                  | HX-82   | 59°30′ с. ш. 17°40′ з. д. | отстал от конвоя, потоплен                                                                                        |
| 6 Января 1941    | 11:37     | Empire Thunder      | Пароход                | 5.965       | Великобритания | в балласте                                                                                       | OB-269  | 59°14′ с. ш. 12°43′ з. д. | отстал от конвоя, потоплен                                                                                        |
| 8 Марта 1941     | 5:47      | Nardana             | Пароход                | 7.974       | Великобритания | 5 662 тонны общего груза, включая лён, чугун в чушках и семена                                   | SL-67   | 20°51′ с. ш. 20°32′ з. д. | потоплен |
| 8 Марта 1941     | 5:56      | Hindpool            | Пароход                | 4.897       | Великобритания | 7 700 тонн железной руды                                                                         | SL-67   | 20°51′ с. ш. 20°32′ з. д. | потоплен |
| 8 Марта 1941     | 6:00      | Tielbank            | Пароход                | 5.984       | Великобритания | 6 456 тонн земляных орехов, 997 тонн очищенного земляного ореха и 743 тонн марганца в слитках    | SL-67   | 20°51′ с. ш. 20°32′ з. д. | потоплен |
| 8 Марта 1941     | 6:02      | Lahore              | Пароход                | 5.304       | Великобритания | Общий груз: включая 1 120 тонн древесины, чая, чугуна в чушках и почты                           | SL-67   | 20°51′ с. ш. 20°32′ з. д. | потоплен |
| 30 Марта 1941    | 23:01     | Umona               | Пароход                | 3.767       | Великобритания | 1 549 тонн кукурузы, 50 тонн пульса и 47 тонн пробки                                             |         | 06°52′ с. ш. 15°14′ з. д. | потоплен |
| 4 Апреля 1941    | 23:02     | Marlene             | Пароход                | 6.507       | Великобритания | 8 700 тонн общего груза, включая 1 500 тонн чугуна в чушках                                      |         | 08°15′ с. ш. 14°19′ з. д. | потоплен |
| 7 Апреля 1941    | 17:30     | Portadoc            | Пароход                | 1.746       | Канада         | в балласте                                                                                       |         | 07°17′ с. ш. 16°53′ з. д. | потоплен |
| 8 Апреля 1941    | 12:25     | Tweed               | Пароход                | 2.697       | Великобритания | в балласте                                                                                       | OG-57   | 07°43′ с. ш. 15°11′ з. д. | потоплен |
| 11 Апреля 1941   | 20:59     | Aegeon              | Пароход                | 5.285       | Греция         | 7 151 т пшеницы                                                                                  |         | 06°55′ с. ш. 15°38′ з. д. | потоплен |
| 12 Апреля 1941   | 5:09      | St. Helena          | Пароход                | 4.313       | Великобритания | 7 600 тонн зерна и общего груза, включая консервированное мясо, хлопок, рис и шкуры              |         | 07°50′ с. ш. 14°00′ з. д. | потоплен |
| 13 Апреля 1941   | 22:29     | Corinthic           | Пароход                | 4.823       | Великобритания | 7 710 тонн зерна                                                                                 |         | 08°10′ с. ш. 14°40′ з. д. | потоплен |
| 20 Сентября 1941 | 23:32     | Baltallinn          | Пароход                | 1.303       | Великобритания | 442 тонны правительственных товаров                                                              | OG-74   | 48°07′ с. ш. 22°07′ з. д. | потоплен |
| 20 Сентября 1941 | 23:34     | Empire Moat         | Пароход                | 2.922       | Великобритания | в балласте                                                                                       | OG-74   | 48°07′ с. ш. 22°05′ з. д. | потоплен |
| 25 Сентября 1941 | 7:44      | Empire Stream       | Пароход                | 2.922       | Великобритания | 3 730 тонн поташа                                                                                | HG-73   | 46°03′ с. ш. 24°40′ з. д. | потоплен |
| 26 Сентября 1941 | 2:23      | Petrel              | Пароход                | 1.354       | Великобритания | 128 тонн общего груза и 275 тонн пробки                                                          | HG-73   | 47°40′ с. ш. 23°28′ з. д. | потоплен |
| 26 Сентября 1941 | 2:23      | Lapwing             | Пароход                | 1.348       | Великобритания | 750 тонн пробки и пиритов                                                                        | HG-73   | 47°40′ с. ш. 23°30′ з. д. | потоплен |
| 26 Сентября 1941 | 23:35     | Cervantes           | Пароход                | 1.810       | Великобритания | 500 тонн поташа и 400 тонн пробки                                                                | HG-73   | 48°37′ с. ш. 20°01′ з. д. | потоплен |
| 24 Ноября 1941   | 15:21     | «Дьюнедин»          | Легкий крейсер         | 4.850       | Великобритания |                                                                                                  |         | 03°00′ ю. ш. 26°00′ з. д. | потоплен |
| 3 Декабря 1941   | 21:46     | Sagadahoc           | Пароход                | 6.275       | США            | 5 800 тонн общего груза                                                                          |         | 21°50′ ю. ш. 07°50′ з. д. | остановлен и потоплен после обнаружения перевозимой контрабанды                                                   |
| 14 Марта 1942    | 21:18     | British Resource    | Дизельный танкер       | 7.209       | Великобритания | 10 000 тонн бензина и уайт-спирита                                                               |         | 36°04′ с. ш. 65°38′ з. д. | потоплен |
| 17 Марта 1942    | 2:26      | Ceiba               | Пароход                | 1.698       | Гондурас       | Бананы                                                                                           |         | 35°43′ с. ш. 73°49′ з. д. | потоплен |
| 17 Марта 1942    | 23:52     | Acme                | Паровой танкер         | 6.878       | США            | Водный балласт                                                                                   |         | 35°06′ с. ш. 75°23′ з. д. | поврежден, сел на мель кормой. Позже спасен                                                                       |
| 18 Марта 1942    | 1:14      | Kassandra Louloudis | Пароход                | 5.106       | Греция         | Военные материалы                                                                                |         | 35°05′ с. ш. 75°25′ з. д. | потоплен |
| 18 Марта 1942    | 8:27      | E.M. Clark          | Паровой танкер         | 9.647       | США            | 118 725 баррелей нефти                                                                           |         | 34°50′ с. ш. 75°35′ з. д. | потоплен |
| 19 Марта 1942    | 4:31      | Papoose             | Паровой танкер         | 5.939       | США            | Водный балласт                                                                                   |         | 34°17′ с. ш. 76°39′ з. д. | потоплен |
| 19 Марта 1942    | 5:38      | W.E. Hutton         | Паровой танкер         | 7.076       | США            | 65 000 баррелей нефти                                                                            |         | 34°25′ с. ш. 76°50′ з. д. | потоплен |
| 21 Марта 1942    | 6:08      | Esso Nashville      | Паровой танкер         | 7.934       | США            | 106 718 баррелей нефти                                                                           |         | 33°35′ с. ш. 77°22′ з. д. | поврежден торпедно-артиллерийским ударом. Разломился пополам. Корму спасли, позже присоединив новую носовую часть |
| 21 Марта 1942    | 10:05     | Atlantic Sun        | Дизельный танкер       | 11.355      | США            | Водный балласт                                                                                   |         | 33°34′ с. ш. 77°25′ з. д. | поврежден |
| 23 Марта 1942    | 10:23     | Naeco               | Паровой танкер         | 5.373       | США            | 72 000 баррелей керосина и 25 000 баррелей нефти                                                 |         | 33°59′ с. ш. 76°40′ з. д. | потоплен |
| 12 May, 1942     | 1:56      | Empire Dell         | CAM-Авианосец          | 7.065       | Великобритания | в балласте                                                                                       | ONS-92  | 53°00′ с. ш. 29°57′ з. д. | потоплен |
| 12 May, 1942     | 1:59      | Llanover            | Пароход                | 4.959       | Великобритания | уголь                                                                                            | ONS-92  | 52°50′ с. ш. 29°04′ з. д. | потоплен |
| 12 May, 1942     | 3:55      | Mount Parnes        | Пароход                | 4.371       | Греция         | уголь                                                                                            | ONS-92  | 52°31′ с. ш. 29°20′ з. д. | потоплен |
| 12 May, 1942     | 3:58      | Cristales           | Пароход                | 5.389       | Великобритания | 10 мешков почты, общий груз и фарфоровая глина                                                   | ONS-92  | 52°55′ с. ш. 29°50′ з. д. | добит кораблями охранения                                                                                         |
| 9 Июня 1942      | 4:10      | FFL Mimosa          | Корвет типа «Флауэр»   | 925         | Франция        |                                                                                                  | ONS-100 | 52°12′ с. ш. 32°37′ з. д. | потоплен |
| 12 Июня 1942     | 6:12      | Dartford            | Пароход                | 4.093       | Великобритания | в балласте                                                                                       | ONS-100 | 49°19′ с. ш. 41°33′ з. д. | потоплен |
| 18 Июня 1942     | 6:21      | Seattle Spirit      | Пароход                | 5.627       | США            | в балласте                                                                                       | ONS-102 | 50°24′ с. ш. 42°37′ з. д. | атаковала и доложила о потоплении 3-х судов                                                                       |
| 28 Декабря 1942  | 9:46      | Treworlas           | Пароход                | 4.692       | Великобритания | 3 000 тонн марганцевой руды                                                                      |         | 10°52′ с. ш. 60°45′ з. д. | потоплен |
| 9 Января 1943    | 4:33      | Broad Arrow         | Паровой танкер         | 7.718       | США            | 85 111 баррелей дизельного топлива                                                               | TB-1    | 07°35′ с. ш. 55°45′ з. д. | потоплен |
| 9 Января 1943    | 4:36      | Birmingham City     | Пароход                | 6.194       | США            | Общий груз, включая машины                                                                       | TB-1    | 07°23′ с. ш. 55°48′ з. д. | потоплен |
| 9 Января 1943    | 5:57      | Collingsworth       | Пароход тип Hog Island | 5.101       | США            | 4 000 тонн угля, 1 900 тонн стальных рельсов, 2 000 тонн нефти, 112 тонн смазочных материалов    | TB-1    | 07°12′ с. ш. 55°37′ з. д. | потоплен |
| 9 Января 1943    | 5:59      | Minotaur            | Пароход                | 4.554       | США            | 4 400 тонн угля, 12 000 баррелей нефти и 600 мешков правительственной почты                      | TB-1    | 07°12′ с. ш. 55°37′ з. д. | потоплен |
| 2 Апреля 1943    | 18:55     | Katha               | Пароход                | 4.357       | Великобритания | 7 000 тонн военно-морских и военных припасов, включая 16 Харрикейнов, пожарная машина для Карачи | OS-45   | 41°02′ с. ш. 15°39′ з. д. | потоплен |
| 2 Апреля 1943    | 18:55     | Gogra               | Пароход                | 5.190       | Великобритания | Общий груз, 6 000 тонн вооружения и 1 000 тонн боеприпасов и торпед                              | OS-45   | 41°02′ с. ш. 15°39′ з. д. | |

## В культуре
Наравне с U-569 и U-94 упоминается в песне «Wolfpack» группы Sabaton, посвящённой атаке на конвой ONS-92 (девятый поход лодки).